# Asijská rozvojová banka

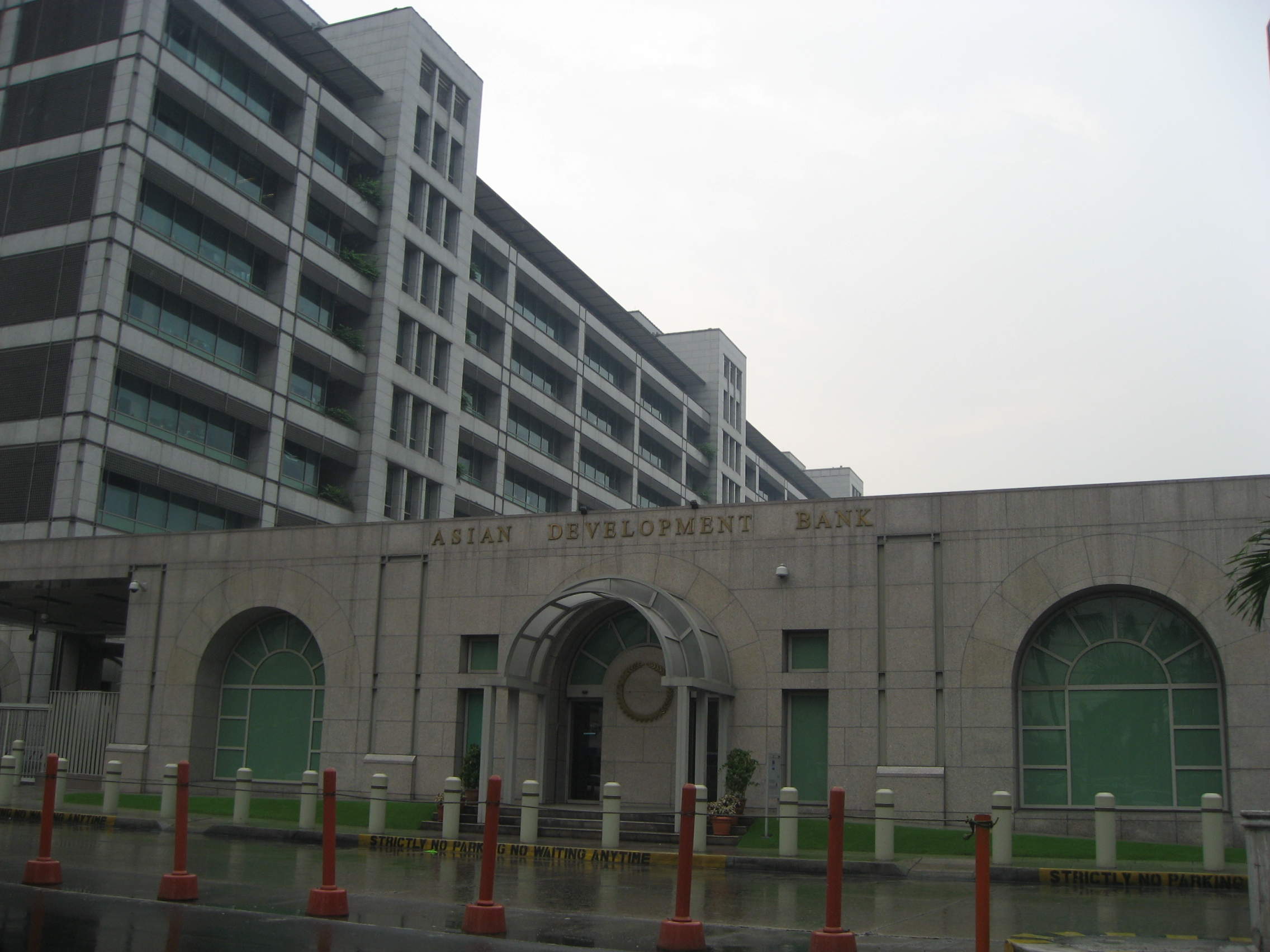
Budova Asijské rozvojové banky v Manile na Filipínách

Asijská rozvojová banka je regionální rozvojová banka na podporu ekonomického růstu asijských zemí (především méně rozvinutých) prostřednictvím půjček či přímých investic. Založena byla na doporučení Hospodářské komise OSN pro Asii 22. srpna 1966 počtem 31 asijských, severoamerických a některých evropských států, nyní má 67 členů (48 z Asie, 19 mimoasijských). Banka sídlí v Manile na Filipínách. Prostředky shromažďuje v Asijském rozvojovém fondu.

## Členské státy
| - Afghánistán - Arménie - Austrálie - Ázerbájdžán - Bangladéš - Belgie - Bhútán - Brunej - Cookovy ostrovy - Čína - Dánsko - Fidži - Filipíny - Finsko - Francie - Gruzie | - Hongkong - Indie - Indonésie - Irsko - Itálie - Japonsko - Jižní Korea - Kambodža - Kanada - Kazachstán - Kiribati - Kyrgyzstán - Laos - Lucembursko - Malajsie - Maledivy - Marshallovy ostrovy | - Mikronésie - Mongolsko - Myanmar (Barma) - Nauru - Německo - Nepál - Nizozemsko - Norsko - Nový Zéland - Pákistán - Palau - Papua Nová Guinea - Portugalsko - Rakousko - Samoa - Singapur - Spojené království | - Spojené státy americké - Srí Lanka - Šalomounovy ostrovy - Španělsko - Švédsko - Švýcarsko - Tádžikistán - Thajsko - Tchaj-wan - Tonga - Turecko - Turkmenistán - Tuvalu - Uzbekistán - Vanuatu - Vietnam - Východní Timor |